# Zhang Jike
Zhang Jike (n. 16 februarie 1988, Qingdao, Republica Populară Chineză) este un jucător de tenis de masă chinez, medaliat olimpic. A participat la 2 ediții ale Jocurilor Olimpice (2012, 2016) în care a câștigat trei medalii de aur și o medalie de argint.